# Структура наукових революцій
«Структу́ра науко́вих револю́цій» (англ. The Structure of Scientific Revolutions) (1962) — книга Томаса Куна з аналізу історії науки. Її публікація стала значною подією в соціології знань, ввела в обіг терміни парадигма і зміна парадигм.
Уперше робота була опублікована як монографія в International Encyclopedia of Unified Science, потім як книга у видавництві University of Chicago Press в 1962 р. У 1969 р. Кун додав до книги післямову, в якій відповів на критичні зауваження до першого видання.
Початок роботи над книгою Кун датував 1947 роком, коли він був студентом у Гарвардському університеті та вів курс «Наука» для гуманітаріїв молодших курсів, використовуючи історичні приклади. Пізніше автор коментував, що до цього моменту він «не читав старих матеріалів по науці». «Фізика» Арістотеля була разюче не схожа на роботу Ісаака Ньютона в царині уявлень про матерію і рух. Кун дійшов висновку, що уявлення Арістотеля були не гіршою версією ньютонівських, а просто іншими.

## Зміст книги
- I. Вступ. Роль історії.

У цьому розділі Кун піддає сумніву «кумулятивну модель» наукового розвитку, за якою кожне нове відкриття — це крок науки вперед. На його думку, нормальна наука часто пригнічує нововведення, звідси прогрес відбувається в результаті боротьби конкуруючих наукових теорій.
- II. На шляху до нормальної науки

З перших же рядків Кун визначає нормальну науку (англ. normal science) як «дослідження, що спирається на одне або кілька минулих наукових досягнень». Нормальна наука передбачає існування парадигми — «спільності установок».
- III. Природа нормальної науки
- IV. Нормальна наука як розв'язання головоломок

Нормальна наука, як завдання-головоломка, є пробним каменем для перевірки майстерності дослідника, але ніяк не орієнтує на нові відкриття.
- V. Пріоритет парадигм
- VI. Аномалія і виникнення наукових відкриттів
- VII. Криза і виникнення нових наукових теорій
- VIII. Реакція на кризу
- IX. Природа і необхідність наукових революцій
- X. Революція як зміна погляду на світ
- XI. Нерозрізненість революцій
- XII. Дозвіл революцій
- XIII. Прогрес, який несуть революції